# Anly
Anly (Ie, Okinawa, 20 de gener de 1997) és una cantant i compositora japonesa de J-Pop. Va començar a tocar la guitarra a sis anys, i va començar escriure música dins institut de jove. Durant els anys d'institut a Okinawa i Tòquio, va actuar en diferents locals amb música en directe, fet que li va permetre treure el seu primer single l'any 2015. Algunes de les seves cançons han estat seleccionades com a temes d'opertura o tancament de sèries d'anime com ara Naruto Shippuden o Nanatsu no Taizai.

## Biografia

### Primers passos
Anly va néixer a Iejima, una illa d'Okinawa (Japó). Anly començà a tocar la guitarra després que el seu pare li en comprés una als sis anys. Anly va créixer escoltant discos de blues i rock del seu pare. Després que el seu pare li ensenyés els acords bàsics, va aprendre la resta de manera autodidacta, fins que va ser capaç de tocar cançons d'oïda. Anly va voles ser cantant des de jove; precisament perque volia cantar les seves pròpies cançons, va començar a compondre-les a l'institut. Va ser durant l'època d'institut quan va plantejar-se de dedicar-se en un futur a la música.
Com a conseqüència de la manca d'instituts a Iejima, Anly va mudar-se a Naha. Anly va unir-se a la banda de l'institut, on tocava el trombó; també va seguir component cançons. El segon any d'institut va deixar la banda i va començar a fera ctuacions en diversos llocs, primer a Iejima i, posteriorment, a Naha. Va treure el seu primer single indie 'Sixteen' el 19 de gener de 2015. Un cop acabat l'institut va ser seleccionada per actuar prèviament a Miwa en un local a Naha, en el context de la gira Acoquissimo, de la cantant Miwa. Un any més tard, al 2015, va participar en diferents festivals com el Fuji Rock Festival el Summer Sonic Festival.

### Consolidació
Anly va signar un contracte amb Sony Rècords de Música l'any 2015 i va publicar el seu single "Taiyō ni Warae" (太陽に笑え)". El 2016, Anly va publicar un segon singe "Egao / Ii no" (笑顔/いいの). Des de llavors, ha publicat diferents singles, destacant la col·laboració amb Hiroyuki Sawano a "Tranquility" que va ser usada com a ending a l'anime Nanatsu no Taizai. La seva cançó Karano kokoro també va ser usada per a l'últim opening de Naruto Shippuden.